# Marc’Antonio Pasqualini

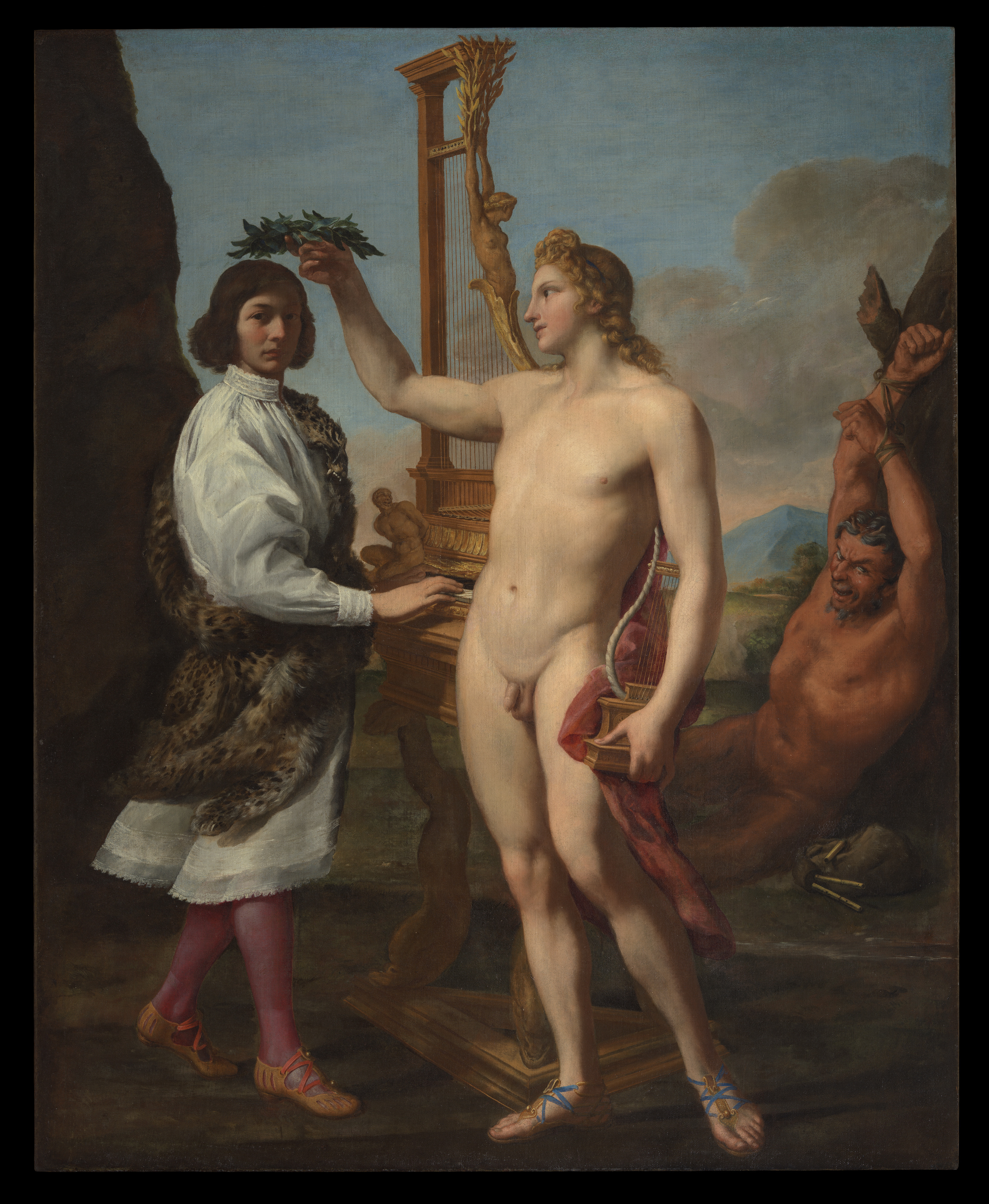
Andrea Sacchi: Marcantonio Pasqualini gekrönt von Apollo, 1641

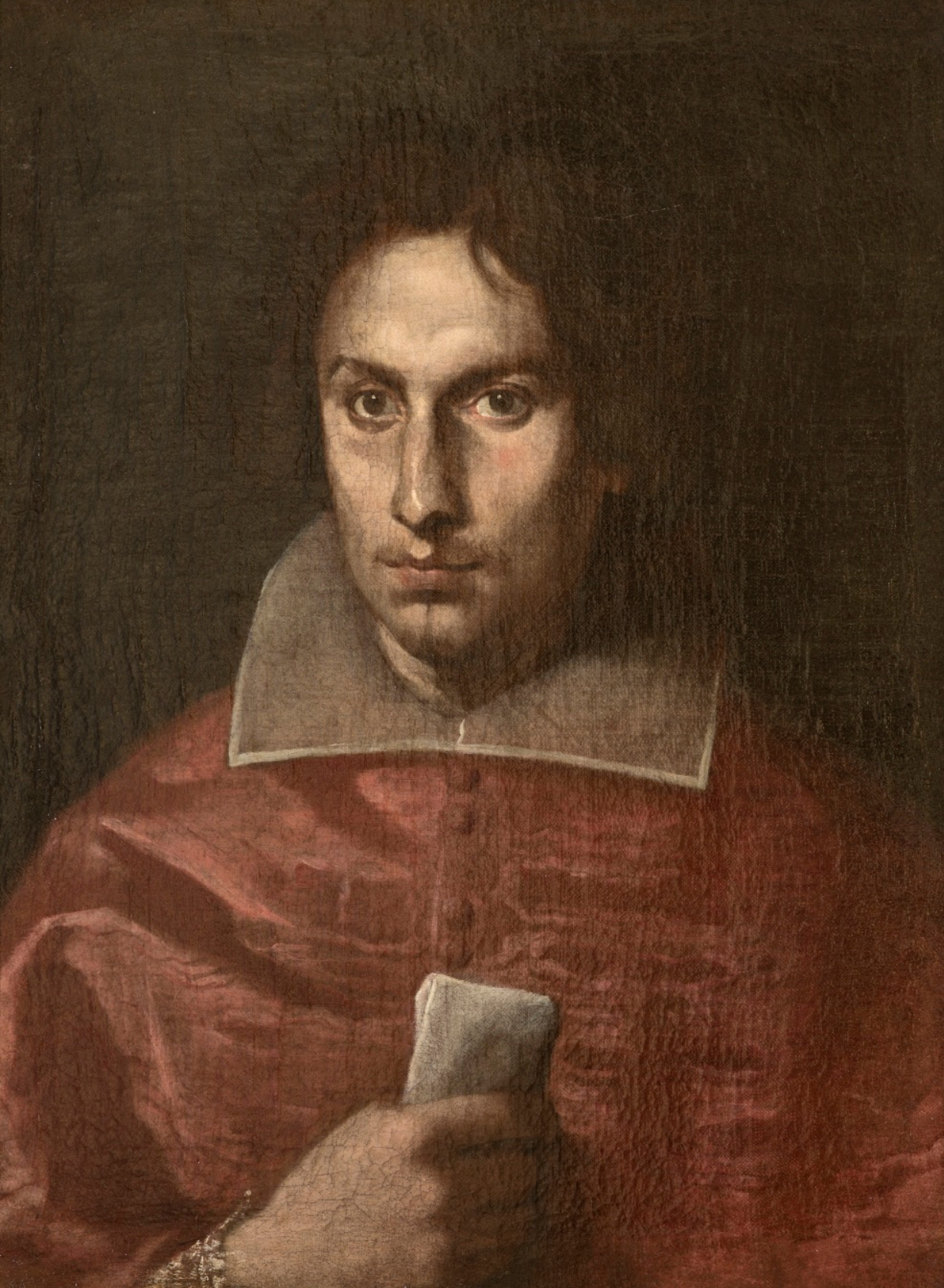
Simone Cantarini: Porträt von Pasqualinis Freund Antonio Barberini (ca. 1629)

Marc’Antonio Pasqualini (Signatur: MAP; geboren 25. April 1614 in Rom; gestorben 2. Juli 1691 in Rom) war ein italienischer Komponist des Barock und Kastrat und galt als einer der führenden männlichen Soprane seiner Zeit.

## Leben
Pasqualini war der Sohn eines Barbiers und wurde 1623 als Sänger in den Chor der Kirche San Luigi dei Francesi unter Vincenzo Ugolini aufgenommen. Unter dem Patronat des Kardinals Antonio Barberini wurde er 1630 Mitglied des Chors der Sixtinischen Kapelle, sang aber auch in den Folgejahren als Protagonist in Opern u. a. von Stefano Landi, Marco Marazzoli und Virgilio Mazzocchi, deren Aufführungen von Mitgliedern der Familie Barberini im Palazzo Barberini und im Teatro delle Quattro Fontane veranstaltet wurden. Unter seinen Förderern war auch Papst Urban VIII.
Pasqualini hatte eine homosexuelle Beziehung zum sieben Jahre älteren Kardinal Antonio Barberini (1607–1671), der seine nicht nur musische Obsession zur Sängerin Leonora Baroni, welche er im Jahr 1640 mit seinem Privatsekretär Castellani verheiratet hatte, auf ihn übertrug. Auch Stendhal berichtete noch im 19. Jahrhundert in seinen Chroniques Italiennes davon. Im Karneval 1642 endete die Opernaufführung von Luigi Rossis Il palazzo incantato mit Pasqualini als Sopran in einem Desaster der von Andrea Sacchi konzipierten Bühnenmaschinerie, der Theaterskandal wurde noch gesteigert durch öffentliche Beleidigungen, mit denen er von einem Begleiter des französischen Gesandten beim Papst denunziert wurde. Gleichwohl hielt Barberini weiter zu ihm.
Auf Einladung von Kardinal Jules Mazarin sang er 1647 die Rolle des Aristeo in Luigi Rossis Orfeo in Paris, der erheblich jüngere Kastrat Atto Melani hatte hier die Titelrolle. Fortan zog Pasqualini sich wieder auf den Gesang im Chor der Sistina zurück, den er ab 1655 leitete und von dem er sich 1659 endgültig verabschiedete, um die nächsten dreißig Jahre von einer päpstlichen Pension zu leben. Pasqualini signierte seine Kompositionen und Bearbeitungen mit „MAP“.
Die Zeitgenossen André Maugars und Atto Melani schrieben lobend über ihn, Claudio Monteverdi hatte den jungen Sänger bereits 1628 registriert und beschrieb seine Stimme als “qualche gorgietta e qualche trillo, ma il tutto pronunciato con una certa voce alquanto ottussa” (deutsch: „… Koloraturen hier und Triller dort, aber das Ganze hervorgebracht mit einer sicheren und irgendwie dumpfen Stimme“). Der Engländer John Evelyn empfahl nach seiner Grand Tour seinen Landsleuten Pasqualini als den besten Sopran auf dem Kontinent.

## Roman
Helmut Krausser machte Pasqualini zu einem der Protagonisten seines Romans Melodien oder Nachträge zum quecksilbernen Zeitalter (1993), der sich an historisch Verbürgtem orientiert, hauptsächlich aber dichterische Freiheit nutzt.

## Werke
- Mehr als 250 Arien und Kantaten. Eine Auswahl in: Die Kunst der Kastraten. Luigi Rossi; Marc' Antonio Pasqualini; Attilio Melani; Alessandro Melani u. a. MusiContact, Heidelberg 1990, DNB 35236274X.
- Margaret Murata: Cantatas by Marc'Antonio Pasqualini (= Italian Cantata in the Seventeeth Century. Bd. 3). Garland, New York NY u. a. 1985, ISBN 0-8240-8877-8.